# 7 Batignolles
Les 7 Batignolles est un complexe cinématographique de 7 salles, situé au 25 allée Colette-Heilbronner dans le 17e arrondissement de Paris. Il est, à ce jour, le cinéma le plus récent ouvert à Paris.

## Historique
Dans le cadre du projet d'aménagement urbain Clichy-Batignolles remplaçant les anciennes friches SNCF, un appel d'offres est lancé en 2011 pour la création d'un cinéma de 7 à 8 salles. Le réseau Étoile Cinémas se porte candidat tandis que MK2 décline l'offre.
En 2013, la Société nouvelle d'entreprise de spectacles (SNES), exploitant catalan sous la marque Ciné Movida, est désigné pour le projet 7 Batignolles. Associée aux producteurs Djamel Bensalah et Isaac Sharry, la SNES conclut un accord avec Les Cinémas Pathé Gaumont pour le développement du cinéma, en harmonie avec le Pathé Wepler et le Pathé Levallois à proximité. Les 7 Batignolles ouvre le 19 décembre 2018.
À son ouverture, les 7 Batignolles innove avec l'unique salle Sphera de France, concept haut de gamme développé par Ymagis alliant une image EclairColor HDR, une double projection laser 4K, un son Dolby Atmos, des LED latérales prolongeant l'image de l'écran et un confort renforcé.
Le cinéma a réalisé 130.000 entrées en 2019, contre 300 000 à 450 000 attendues à terme chaque année.